# Ducula oceanica
Ducula oceanica е вид птица от семейство Гълъбови (Columbidae). Видът е почти застрашен от изчезване.

## Разпространение
Видът е разпространен в Маршалови острови, Микронезия, Науру и Палау.